# Europa (film 1991)
Europa è un film del 1991 diretto da Lars von Trier, vincitore del Premio della giuria al 44º Festival di Cannes.
È il terzo capitolo della trilogia europea di Lars von Trier, cominciata con L'elemento del crimine ed Epidemic.

## Trama
Leopold Kessler, uno statunitense di origini tedesche, arriva in Germania alla fine della seconda guerra mondiale per offrire il suo contributo alla ricostruzione del paese. Grazie all'aiuto di suo zio, trova un posto come cuccettista per la società ferroviaria Zentropa, di cui conoscerà i proprietari, una ricca famiglia legata al regime nazista e in cerca di riscatto. Nonostante la sua volontà di rimanere estraneo ai conflitti che ancora lacerano il paese, Leopold si troverà invischiato nell'attività di terroristi nazisti che organizzano attentati contro l'occupazione degli Alleati.

## Produzione

### Fotografia
Il film è girato volutamente in bianco e nero per rappresentare i tempi più cupi vissuti dalla Germania, tra macerie e gruppi di nazisti impiccati ai lampioni con cartelli al collo con la scritta "Werwolf". Notevole la scena della messa di Natale, in una chiesa senza il tetto, sotto la neve che cade. Solo in alcuni frammenti di scena il film diventa in colore, mentre in alcune scene scelte il bianco e nero diviene talmente cupo da sembrare un film degli anni '20. È da segnalare anche la scena nella quale gli americani mitragliano i partecipanti ad un funerale (per il divieto di assembramento erano proibiti anche i funerali). 
In particolare Il Morandini scrive: "più che i personaggi, conta l'apparato tecnico-formalistico: colore contrapposto al bianconero, sovrimpressioni, obiettivi deformanti, cinepresa dinamica, scenografie di taglio espressionistico. Antitedesco nella sostanza, è profondamente tedesco nella forma."

## Riconoscimenti
- Festival di Cannes 1991
  - Premio della giuria
  - Premio per il contributo artistico
  - Grand Prix tecnico
- Premi Robert 1992
  - Premio Robert al miglior film
  - Miglior fotografia
  - Miglior montaggio
  - Miglior scenografia
  - Miglior musica
  - Miglior sonoro
  - Migliori effetti speciali
- Sitges
  - Miglior film